# 蹦河
蹦河，也作蹦蹦河、蚌河、蚌蹦河、崩河、嘣河，流经中华人民共和国辽宁省与内蒙古自治区的一条河流，是老哈河右岸支流，发源于辽宁省建平县建平镇西天门山，蜿蜒向北流经马场镇、北二十家子镇，过北二十家子镇扎兰营子村后流入内蒙古敖汉旗境内，之后向西北流经四道湾子镇庄头营子村、四德堂村（原四德堂乡）、黑土营子村、吴家营子村、潍县营子村等地，于小河沿村以北汇入老哈河。河流全长97千米，流域面积1297.59平方千米，河道平均比降3.5‰，年均径流量0.511亿立方米。蹦河流域多黄土质秃山，水土流失较重，河流含沙量大，以塌岸迅速著称，故名为“崩河”，是老哈河泥沙的主要来源。